# Lilium parryi
Lilium parryi é uma espécie de lírio perfumada. O nome da planta é uma homenagem ao botânico norte-americano Charles Christopher Parry (1823 - 1890).
A planta é nativa da região oeste dos Estados Unidos (estados da Califórnia e Arizona), florinco próximo de rios, nas montanhas a uma altitude de 2000-3000 metros.